# Teenager of the Year
Az 1994-es Teenager of the Year Frank Black második nagylemeze. A rajongók és a kritikusok is dicsérték, Black Pixies utáni egyik legjobb albumának tartják. Az album szerepel az 1001 lemez, amit hallanod kell, mielőtt meghalsz című könyvben.

## Az album dalai
|     | Cím                                   | Szerző(k)     | Hossz |
| --- | ------------------------------------- | ------------- | ----- |
| 1.  | Whatever Happened to Pong?            | Black Francis | 1:34  |
| 2.  | Thalassocracy                         | Francis       | 1:33  |
| 3.  | (I Want to Live on an) Abstract Plain | Francis       | 2:17  |
| 4.  | Calistan                              | Francis       | 3:22  |
| 5.  | The Vanishing Spies                   | Francis       | 3:37  |
| 6.  | Speedy Marie                          | Francis       | 3:33  |
| 7.  | Headache                              | Francis       | 2:52  |
| 8.  | Sir Rockaby                           | Francis       | 2:54  |
| 9.  | Freedom Rock                          | Francis       | 4:16  |
| 10. | Two Reelers                           | Francis       | 3:01  |
| 11. | Fiddle Riddle                         | Francis       | 3:29  |
| 12. | Olé Mulholland                        | Francis       | 4:41  |
| 13. | Fazer Eyes                            | Francis       | 3:36  |
| 14. | I Could Stay Here Forever             | Francis       | 2:27  |
| 15. | The Hostess with the Mostest          | Francis       | 1:56  |
| 16. | Superabound                           | Francis       | 3:10  |
| 17. | Big Red                               | Francis       | 2:41  |
| 18. | Space Is Gonna Do Me Good             | Francis       | 2:22  |
| 19. | White Noise Maker                     | Francis       | 2:42  |
| 20. | Pure Denizen of the Citizens Band     | Francis       | 2:20  |
| 21. | Bad, Wicked World                     | Francis       | 1:57  |
| 22. | Pie in the Sky                        | Francis       | 2:13  |

## Közreműködők
- Frank Black – ének, gitár
- Eric Drew Feldman – basszusgitár, billentyűk, szintetizátor
- Nick Vincent – dob, basszusgitár (11)
- Lyle Workman – szólógitár
- Joey Santiago – szólógitár (8, 20, 21, 22), második szólógitár (15)
- Morris Tepper – szólógitár (11, 17)

## Fordítás
Ez a szócikk részben vagy egészben a Teenager of the Year című angol Wikipédia-szócikk ezen változatának fordításán alapul.  Az eredeti cikk szerkesztőit annak laptörténete sorolja fel. Ez a jelzés csupán a megfogalmazás eredetét és a szerzői jogokat jelzi, nem szolgál a cikkben szereplő információk forrásmegjelöléseként.